# 惣郷川橋梁
惣郷川橋梁（そうごうがわきょうりょう）は、山口県阿武郡阿武町宇田惣郷にある、JR西日本山陰本線・須佐駅 - 宇田郷駅間の白須川に架かる鉄道橋である。惣郷鉄橋（そうごうてっきょう）とも呼ばれる。全長189 m。
1932年（昭和7年）に山陰本線最後の開通区間にかかる構造物として完成（開通は翌1933年）。日本海に隣接し、波浪による浸食や潮風による腐食（塩害）を避けるため、プレートガーダー橋にモルタルを吹付ける案、鉄骨鉄筋コンクリートトラス橋案、鉄筋コンクリートラーメン橋案の中から鉄筋コンクリートラーメン橋案が採用され、橋脚の基礎も満潮時の海面から1.5 mの高さまでの高い井筒基礎が据えられているのが特徴である。海からの景色も、また橋からの車窓も美しいことから、撮影ポイントとして鉄道ファンからの人気は高い。
2001年（平成13年）に土木学会選奨土木遺産を受賞している。

## 歴史
惣郷川にかかる橋梁は当初、現在地から80メートル上流に長さ100メートルの橋梁を敷設することが想定されていた。だが、その場所に敷設しようとすると両岸にトンネルが必要となり、建設費が莫大になるとされていた。対して下流地点は橋梁の長さが190メートルになり冬期に波浪が集中するなど環境条件も悪い一方、両岸は切取のみで対応可能と経済的であったため、現在地点への建設が行われることとなった。波浪による浸食や塩害が懸念されていたため一般的な鋼橋は採用されず、前述の3案が比較検討された。モルタル吹き付けはアメリカでの実績があり、経済的であった一方で亀裂が発生しやすく長期間の供用での耐久性に疑問があったため、また、鉄骨鉄筋コンクリートトラス橋は気象条件の厳しい場所の高所で作業を行う必要があり、工事費も割高であったためそれぞれ除外され、消去法で鉄筋コンクリートラーメン橋が採用された。鉄筋コンクリートラーメン橋を独立した鉄道橋に用いた実績はボックスカルバートや門型ラーメンを除いて存在せず、当時は都市部における高架橋の基本構造として採用されているのみであった。

## アクセス
JR山陰本線宇田郷駅より北へ徒歩約2 km

## ギャラリー

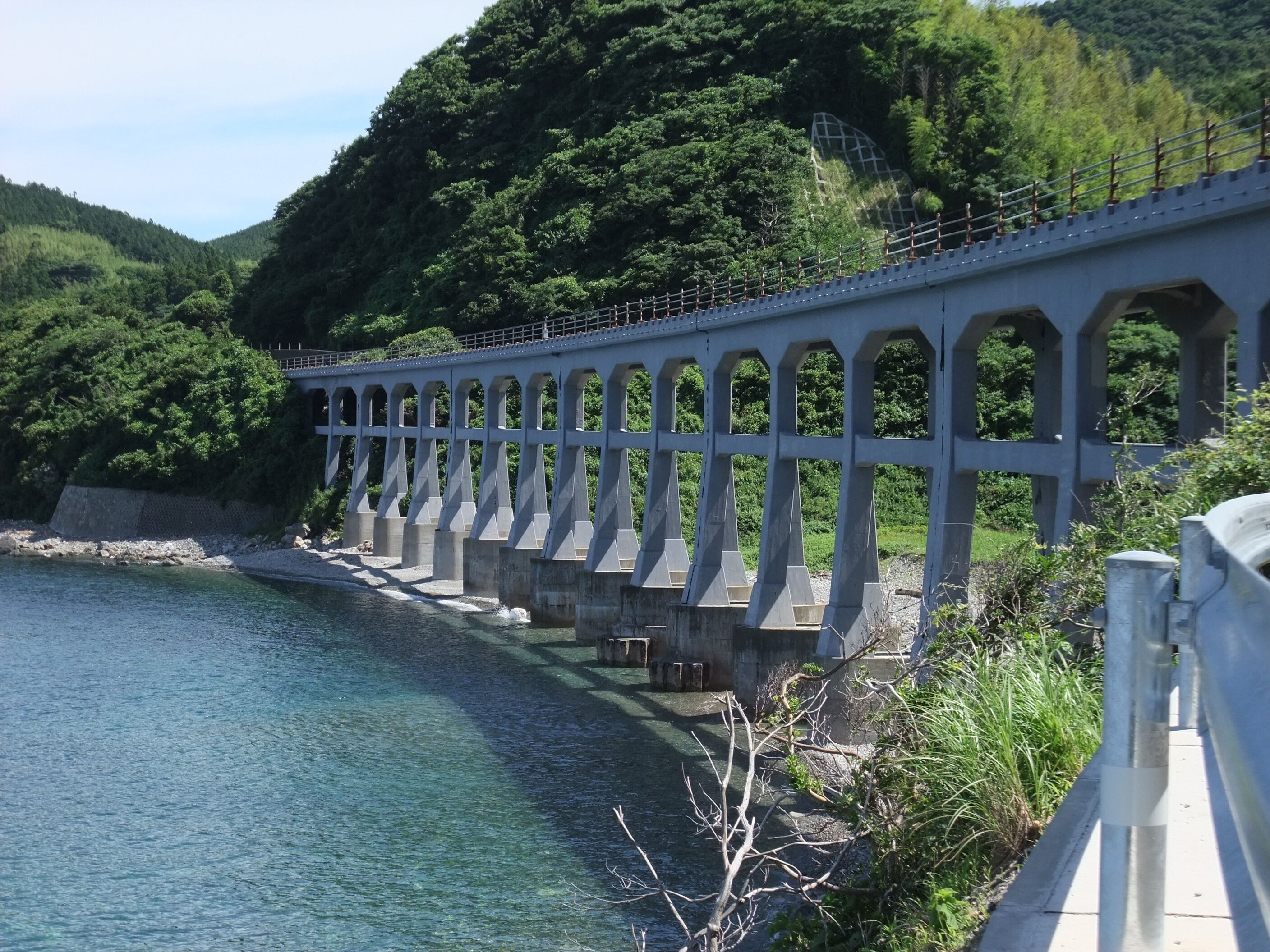
惣郷川橋梁
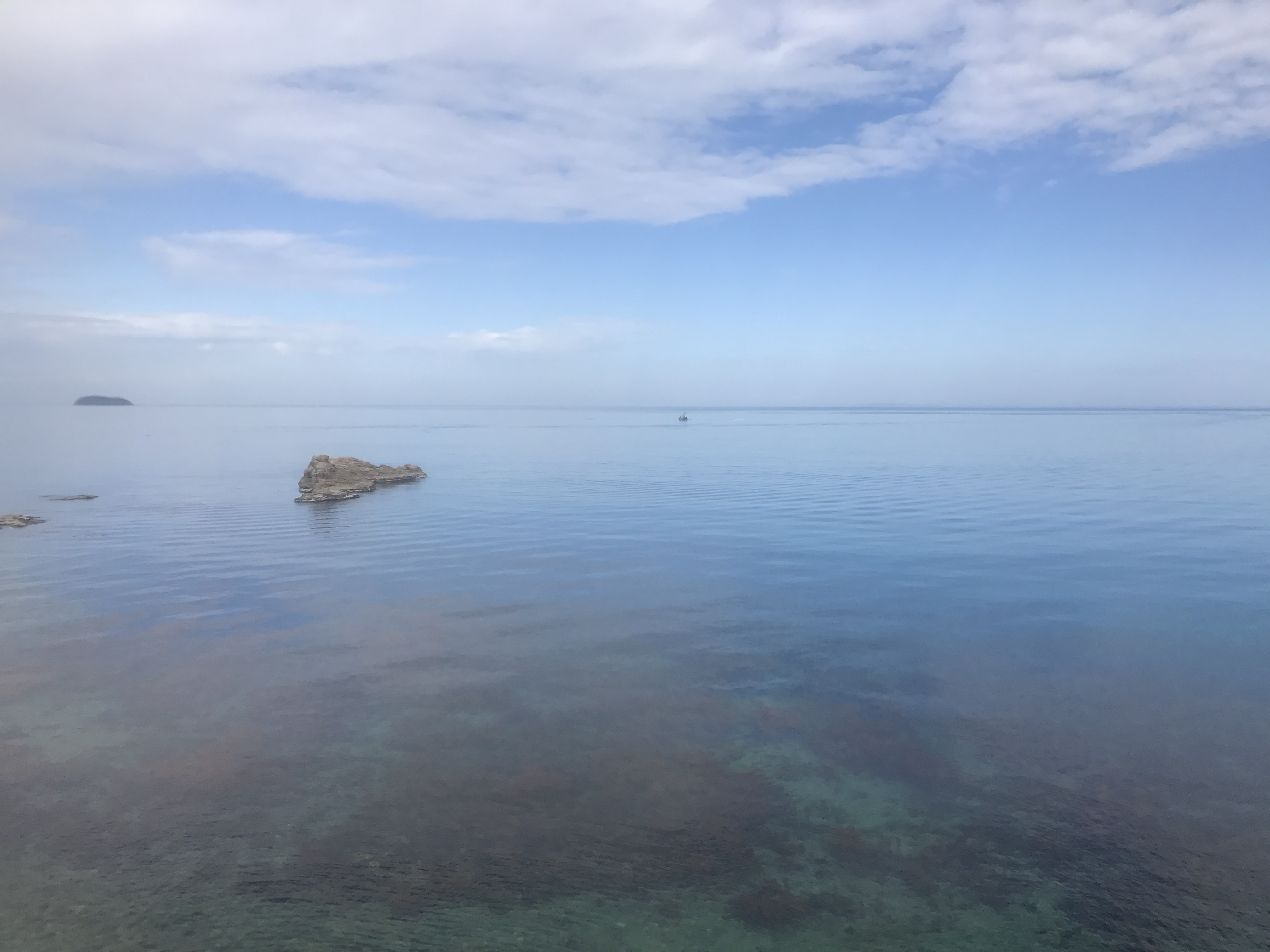
惣郷川橋梁を渡る列車内から望む日本海
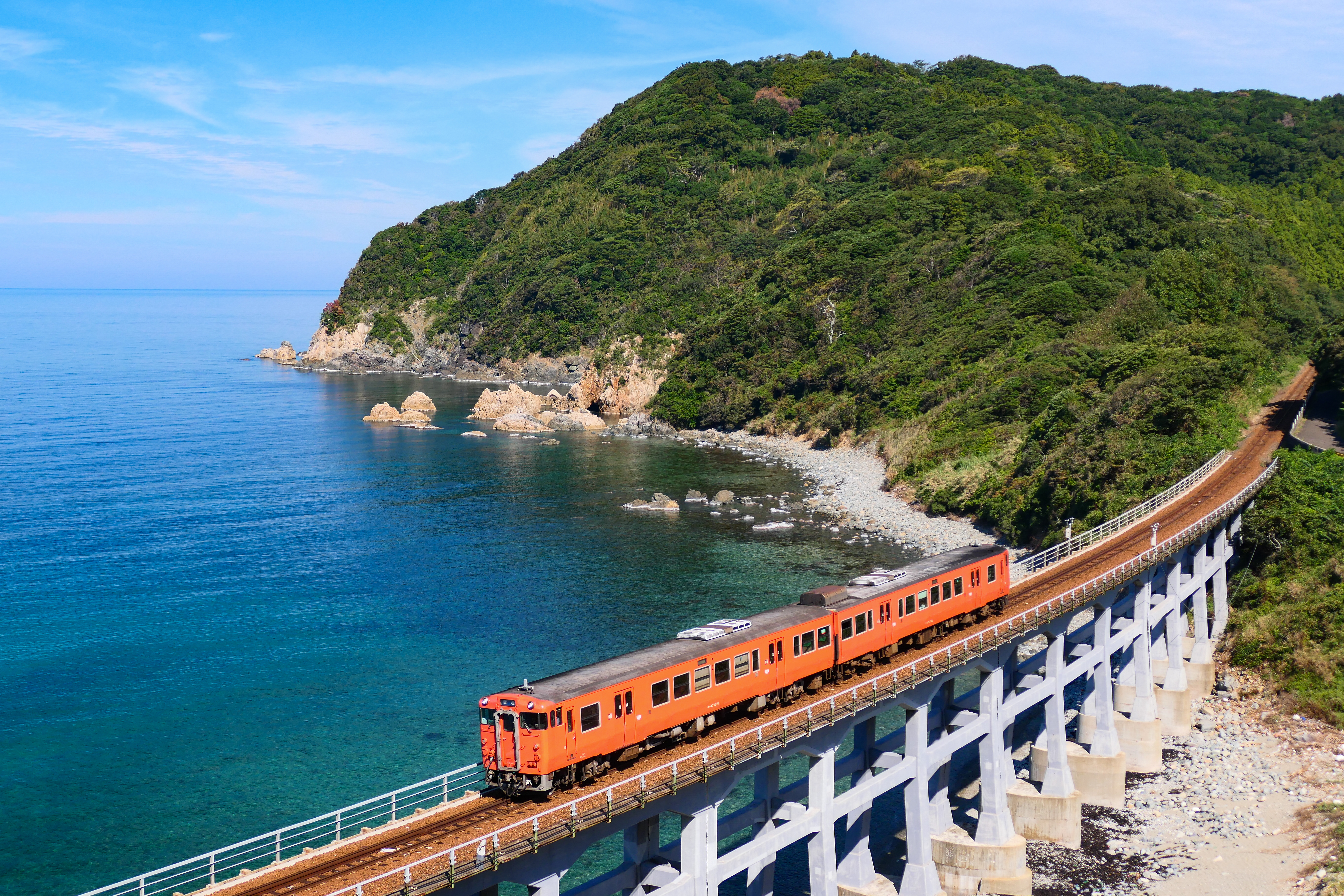
惣郷川橋梁を走行するキハ40系47形気動車

## 参考資料
1. 1 2 3 4 5 6  “惣郷川橋梁”. 土木学会選奨土木遺産. 2022年5月26日閲覧。
2. 1 2  砂田光紀 (2008年8月26日). “惣郷川橋梁…海上行く幾何学の美（山口県阿武町）”. 九州・山口デザイン紀行（読売新聞）.  読売新聞西部本社. 2009年10月30日閲覧。
3. 1 2 3 4  鉄道ファン No.717 2021年1月号 『日本の鉄道遺産 日本海に屹立する鉄筋コンクリートラーメン橋』小野田滋 P124